# Bukov Vrh nad Visokim
Bukov Vrh nad Visokim este o localitate din comuna Škofja Loka, Slovenia, cu o populație de 42 de locuitori.